# Балийцы
Бали́йцы (самоназвание: бали; балийск. ᬳᬦᬓ᭄‌ᬩᬮᬶ (Ânak Bali)
ᬯᭀᬂᬩᬮᬶ (Wång Bali)
ᬓ᭄ᬭᬫᬩᬮᬶ (Kramâ Bali)) — народ, живущий на острове Бали и на западе острова Ломбок в Индонезии. Общая численность населения 3 миллиона 940 тысяч человек (перепись 2010 года). Близки к яванцам
Язык относится к Западнозондской зоне австронезийских языков. Религия агама тиртха (балийский индуизм). Особенно популярен культ Шивы.
Основной род занятий — земледелие (рис, кукуруза, кокосовая пальма, чай и др.), разведение свиней. Балийцы — народ древней высокой культуры. Их керамические изделия, ткани, резьба по дереву и камню, ювелирные изделия известны всему миру. Балийцы славятся как искусные танцоры и музыканты. В 1930-е годы возникла характерная форма балийской музыкальной драмы — кечак. Одним из самых известных балийских писателей является И Густи Ньоман Панджи Тисна.

## Галерея
- Балийка с детьми
- Балийцы в храме
- Процессия во время праздника Галунган
- Уборка урожая риса на Бали
- Кечак
- Приношения богам (цветы, фрукты) на Бали
- Омовение в святом источнике на Бали
- Тинтья — высшее божество в балийском индуизме (агама тиртха)